# Kim Chol-jin
Kim Chol-jin (* 31. Oktober 1978) ist ein ehemaliger nordkoreanischer Gewichtheber.

## Karriere
Chol-jin gewann bei den Asienmeisterschaften 2003 die Bronzemedaille in der Klasse bis 69 kg. 2004 war er bei den Asienmeisterschaften Erster, allerdings wurde er wegen eines Dopingverstoßes disqualifiziert und für zwei Jahre gesperrt. Nach seiner Sperre wurde er bei den Weltmeisterschaften 2007 Fünfter im Zweikampf und gewann Bronze im Stoßen. 2008 nahm Kim an den Olympischen Spielen in Peking teil und erreichte dort den sechsten Platz.